# Dominik Flaschka
Dominik Flaschka (* 13. Juli 1971 in Rorschach) ist ein Schweizer Schauspieler, Regisseur, Autor und Theaterleiter.

## Leben
Dominik Flaschka wuchs in Rorschach auf. Er lebte 1987–1989 in Ulm, um Tänzer zu werden. Ab 1989 wurde er an der Schauspielakademie Zürich (der heutigen ZHDK) zum Schauspieler ausgebildet. Erste Engagements führten ihn nach Zürich, Basel und Luzern. 1995 gründete er die Shake Company und begann damit eine Tätigkeit als Regisseur und Theaterproduzent. Seither ist er künstlerischer Leiter und Geschäftsführer der Shake Company. Er war von 2002 bis 2022 Theaterleiter des Theater am Hechtplatz in Zürich. In den Jahren 2003/04 war er künstlerischer Berater des Bernhard Theater Zürich.
Gemeinsam mit Roman Riklin entwickelte er das Schweizer Musical Ewigi Liebi (UA, 2007). 720'000 Besucher sahen das Musical, die CD „Ewigi Liebi – LIVE!“ stieg im Dezember 2007 auf Platz 3 der Schweizer Albumcharts ein und erreichte Platinstatus. Zudem wurde den Machern der Prix Walo 2008 in der Sparte „Bestes Theaterproduktion“ verliehen.  Ebenfalls entwickelten Flaschka und Riklin das Musical Ost Side Story, wofür sie neun Mal für den Deutschen Musical Theaterpreis nominiert wurden. Auch das Musical «Mein Name ist Eugen», nach dem gleichnamigen Jugendbuch von Klaus Schädelin stammt aus der Feder von Roman Riklin und wurde von Flaschka inszeniert. Es erhielt 7 Nominierungen für den Deutschen Musical Theaterpreis. Flaschka inszenierte die Schweizerdeutsche Erstaufführung des Abba-Musicals Mamma Mia! an den Thunerseespielen (2018). Und die Deutsche Erstaufführung von Avenue Q am Theater St. Gallen und am Nationaltheater Mannheim. Er produzierte und führte Regie bei Musicals wie Monty Pythons Spamalot – Die Ritter der Kokosnuss (2013), «De chli Horrorlade» (2008), «Blutiger Honig» (1996) oder das Nonnenmusical «Non(n)sense» (1999). Aber auch Opern und Operetten inszenierte er, wie Rossinis Wilhelm Tell (2001) mit dem Schwulen Männerchor Zürich oder Die Blume von Hawaii (2002) und Die lustigen Nibelungen (2002).
Er entwickelte szenische Liederabende wie «Sekretärinnen» (2002), «Bye Bye Bar» (2006) und «Camping Camping» (2011), sowie «Drei Bräute für ein Halleluja» (2005) mit Sandra Studer, Gardi Hutter und Sue Mathys. Er inszenierte für die Otto-Falckenberg-Schule und die Münchner Kammerspiele «WegenZUgeschlossen» (1999). Für die Acapickels inszenierte er deren Abschiedsshow. Mit Swisspäck produzierte er mehrere Jahre die Comedy Christmas Show in der Maag Music Hall.
Von 1998 bis 2006 war er Dozent an der Otto-Falckenberg-Schule in München.
Zusammen mit Roman Riklin übersetzte er das Broadwaymusical Avenue Q. Das Team machte auch zusammen mit Eric Hättenschwiler die Schweizerdeutsche Übersetzung von Mamma Mia! Des Weiteren arbeitete er für die Zürcher Märchenbühne, den Circus Balloni, das Theater Fauteuil Basel und die Czurda Company in Nürnberg. In den Corona-Jahren 2020 und 2021 lancierte die Shake Company die sogenannten Gartenspiele - Openair-Komödien, die in privat zur Verfügung gestellten Gärten in der ganzen Deutschschweiz gespielt wurden und danach auch den Weg ins Theater fanden.

## Inszenierungen (Auswahl von Ur- und Erstaufführungen)
- Lollipop, Die Schlagerrevue der goldenen 50er, UA: Theater Ludwig II, Zürich, 1995[1]
- Blutiger Honig  – Das Bienen-Grusical, SE: Theater Stok, Zürich 1996[1]
- Chefarzt Dr. Edgar, Das Operatical, UA: Theater Stok, Zürich, 1997[1]
- Non(n)sense – Das Musical, SE: Theater Stok, Zürich, 1998[1]
- Pornissimo – Das Schmusical, UA: Theater Stok, Zürich, 1999[1]
- Ben Hur, Das Sandalical, SE: Theater Weisser Wind, Zürich, 2000[1]
- Wegen Zu Geschlossen, Liederabend, UA: Studio, Otto Falkenberg Schule, München, 2001[1]
- Ewigi Liebi – Das Musical mit den grössten Mundarthits, UA: Maag Music Hall, Zürich, 2007[4]
- Avenue Q, Das Musical, DE (Deutsche Erstaufführung), Theater St. Gallen, 2011[4]
- Ost Side Story – Das Musical , UA: Theater am Hechtplatz , Zürich, 2015[5]
- Mein Name ist Eugen – Das Musical, UA: Maag-Halle, Zürich, 2016
- The Show Must Go Wrong (The Play That Goes Wrong), SdA: Theater am Hechtplatz, 2017
- Mamma Mia! – Das Musical, SdA: Thunerseespiele, Thun, 2018[6]
- Supermarkt Ladies – Das Musical zum Mitbestimmen, UA (Urauffügung): Das Zelt, Uster, 2018
- Sister Äct – Das Musicäl, SdA (Schweizerdeutsche Erstaufführung), in Mundart, Maag Halle, Zürich 2022[7]
- Abenteuerland – Das Musical mit den Hits von PUR, (Uraufführung), Capitol Theater Düsseldorf, 2023[8]
- Jukebox Heroes – Die Kneipen-Show, Bernhard Theater Zürich, 2024[9]

## Werke als Autor
- Lollipop, Die Schlagerrevue der goldenen 50er, Buch: Lea Hadorn, Dominik Flaschka, Rolf Burkhardt, UA: Theater Ludwig II, Zürich, 1995
- Chefarzt Dr. Edgar, Das Operatical, Buch: Dominik Flaschka, Aniko Donath, Lea Hadorn, Musik: Rolf Burkhardt, Regie: Dominik Flaschka, UA: Theater Stok, Zürich, 1997
- Pornissimo – Das Schlagermusical, Buch & Regie: Dominik Flaschka, UA: Theater Stok, Zürich, 1999
- Ewigi Liebi – Das Musical mit den grössten Mundarthits, Buch: Roman Riklin, Co-Autor & Regie: Dominik Flaschka, UA: Maag Music Hall, Zürich, 2007
- Jetzt erst Hecht. 50 Jahre Theater am Hechplatz. NZZ Verlag, Zürich 2008. ISBN 978-3-03823-469-2
- Ost Side Story – Das Musical, Idee, Buch & Dialoge: Dominik Flachka, Buch, Musik & Songtexte: Roman Riklin, Regie: Dominik Flaschka, UA: Theater am Hechtplatz, Zürich, 2015
- Supermarkt Ladies – Das Musical zum Mitbestimmen, Buch, Dialoge & Regie: Dominik Flaschka; Buch, Musik & Liedtexte: Roman Riklin, UA: DAS ZELT, Uster, 2018

## Auszeichnungen (Auswahl)
- Münchner Merkurpreis, Beste Bühnenproduktionen, Wegen ZU geschlossen, 2001[1]
- Prix Walo, Beste Theaterproduktion, Ewigi Liebi – Das Musical, 2008[4]
- Deutscher Musical Theater Preis, Beste Regie, Ost Side Story – Das Musical, Gewinner 2015[5]
- Prix Walo, Beste Theaterproduktion, Wanderful, 2015
- Prix Walo,  Beste Theaterproduktion, Cabaret, Gewinner 2017
- Schweizer Theaterpreis, Dominik Flaschka & Roman Riklin, 2017[4]
- Prix Walo, Beste Theaterproduktion, The Show Must Go Wrong, 2018
- Hürlimann des Jahres, 2019